# Фридрих Хајек
Фридрих Аугуст фон Хајек (Беч, 8. мај 1899 — Фрајбург, 23. март 1992), аустријски либерални економиста и политички филозоф. Рођен као Фридрих Аугуст фон Хајек у аустроугарској у породици универзитетског професора. Најпознатији по свом заступању теорије класичног либерализма. Предавао је у Лондонској школи економије и на универзитетима Чикага, Фрајбурга и Салцбурга. Поделио Нобелову награду за економију 1974. године заједно са Гунаром Мирдалом за "Пионирски рад у теорији новца и економских флуктуација и за анализу међузависности економских, друштвених и институционалних феномена".
Као представник Аустријске школе, фон Хајек је чврсто веровао у индивидуализам и тржиште и био је немилосрдан критичар социјализма. Његово дело Пут у ропство било је међу првима која су напала економски интервенционизам. Хајек је био један од најзначајнијих социјалних теоретичара и политичких филозофа двадесетог века. Хајек је служио у Првом светском рату у војсци Монархије. Хајек је живео у Аустрији, САД, Великој Британији и Немачкој.
Највећи део свог академског рада проводи на Лондонској школи за економију, Универзитету у Чикагу и Универзитету у Фрајбургу. Био је покретач, председник а касније доживотни почасни председник друштва Мон Пелерин у истоименом месту у Швајцарској које окупља водеће либертаријанске ауторе широм света.

## Младост
Очева каријера универзитетског професора играла је кључну улогу у академском опредељењу младог Хајека. Франц Јурашчек, Хајеков деда је такође био познати интелектуалац. Био је водећи економиста Аустроугарске, близак пријатељ оснивача Аустријске школе. Деда са очеве стране, Густав Едлер Фон Хајек, предавао је природне науке у средњој школи у Бечу. Написао је важна дела из области биологије.
Са мајчине стране, био је близак рођак филозофа Лудвига Витгенштајна. Као последица блиских породичних веза, Хајек је био један од првих читалаца Витгенштајновог најпознатијег дела Логичко-филозофски трактат. Иако су се срели тек неколико пута, често је изјављивао како је Витгенштајнова философија и методи анализе оставила дубок траг на његов живот и рад. Касније се често сећао дискусија са Витгенштајном о филозофији током Првог светског рата. Након смрти Витгенштајна, помагао је у писању његове биографије.
Хајек је од малих ногу показивао склоности ка учењу. Знао је да чита и пише пре поласка у школу. У школи су га посебно интересовала предавања о Аристотеловој етици. У Првом светском рату, придружује се аустроугарској армији и бори на италијанском фронту. Током рата претрпео је оштећене слуха у левом уху.
Након рата одлучује се да гради академску каријеру, одлучан да се грешке које су довеле до избијања рата избегну. Обећао је да ради на стварању бољег света.

## Каријера
После рата је докторирао право 1921, а после усавршавања у Њујорку, докторирао је политичке и друштвене науке 1925. године на Бечком универзитету. Његови учитељи у то време су били Фридрих фон Визер и Лудвиг фон Мизес. Посебно је значајан био Мизесов утицај, захваљујући чијој књизи Die Gemeinwirtschaft: Untersuchungen über den Sozialismus Хајек је већ раних двадесетих година напустио краткотрајне али и последње илузије да су планирање и социјализам икакво решење за главне проблеме модерног доба.
Убрзо постаје први директор Аустријског института за економско истраживање. Држи предавања на Бечком универзитету, а 1931. као гостујући професор држи серију предавања на Лондонској школи за економију о „ценама и производњи”. Она су била тако успешна да је крајем исте године постављен за професора, где је касније стекао докторат из економије.
На одсек за економију Универзитета у Чикагу Хајек прелази 1950. за професора друштвених и моралних наука, где се око њега, Фридмана и Најта окупљају Штиглер, Шулц, Коаз, Бекер, Познер, Милер, Лукас и други значајни економисти и аутори. У Европу се Хајек враћа 1962. и постаје професор економске политике на Универзитету у Фрајбургу. Где је после Чикага, предавао и после пензионисања 1967. године. Нобелова награда за економију га извлачи из интелектуалне изолације. Када је Маргарет Тачер кренула у протржишне реформе, Хајек је важио за кључног инспиратора тих реформи.

## Разноврсност интересовања
За данашње професионалне економисте, несхватљив је обим Хајековог интересовања. Данас је уобичајено да се монетарни економисти не баве микроекономијом, као што се они посвећени банкарству не баве берзама. Хајеково поље интересовања превазилазило је економију и захватало је области као што су: биологија, психологија, право психологија, историја, филозофија. Такође у његово поље интересовања спада историја интелектуалне мисли, методологија економије и друштвених наука и низ других питања. Велика је непознаница како је аутор тако широких области изучавања, али само пар опсесивних тема политичке филозофије, а у чему је показивао мало варијација, као и неколико економских тема, могао да оствари тако снажан утицај и придобија тако широку пажњу. Херберт Сајмон, добитник Нобелове награде из економије констатује: „Нико није окарактерисао тржишне механизме боље од Хајека”

## Рад
Већина Хајекових радова са почетка каријере била је у домену Аустријске школе и теорија привредних циклуса, капитала и монетарне теорије. Хајек увиђа везу између све три теорије. Највећи проблем сваке економије, тврдио је, су координисани поступци људи. Приметио је, као и Адам Смит да систем цена-слободна тржишта врше изузетан посао у координисању акција људи, иако сама координација није била ничији план.Тржиште, тврдио је Хајек, представља спонтани поредак. Под спонтаним поретком, мислио је на нерегулисано тржиште. Само тржиште није ничија творевина, већ оно постепено еволуира као резултат људске активности. Тржиште не функционише непогрешиво. Који су разлози да тржиште понекад не координише људску активност, тако да у појединим временима људи остају без запослења?
Као један од разлога, тврдио је, представља кредитну експанзију од стране централних банака. Таква повећања, тврдио је у својој књизи Цене и Производња, смањују каматну стопу, што потенцијалне кредите чини вештачки јефтиним. Предузетници би онда вршили капиталне инвестиције тамо где иначе не би у случају да су располагали информацијама о искривљеном „ценовном сигналу” на тржишту кредита. С обзиром да постају исплативи и неки пројекти који то нису били при ранијој каматној стопи. Долази не само до промене укупних инвестиција него и до промена у њиховој структури - мења се "интертемпорална структура производње". Инвестиције у капитално интензивније производне процесе ће порасти у односу на инвестиције у мање капитално интензивне производне процесе. Речју, пословни људи реагују као да је штедња заиста порасла, то јест као да је дошло до промене временске преференције тржишних учесника. Будући да су временске преференције остале непромењене, промена у структури производње ствара диспропорције у привреди. Овај несклад вештачки се одржава све док траје кредитна експанзија. У једном моменту, када она престане, уочава се да не постоји довољна штедња која би омогућила реализацију свих нових пројеката и експанзија се претвара у рецесију (инвестиције се морају ускладити са стварном штедњом). Ове промене прате и одговарајућа прилагођавања на тржишту рада. У периоду вештачки подстакнуте експанзије незапосленост је ниска, а у фази рецесије долази до њеног пораста.

### Монетарна теорија и приватизација новца
Монетарним темама Хајек се претежно бави у два раздобља свог живота. У раним годинама долази до закључка да монетарна политика својим утицајем на каматне стопе може да доведе до великих промена у структури и темпу производње. Пошто је монетарна политика моћно оруђе, монетарна власт би требало да је крајње обазрива при употреби њених инструмената. Појединци успешно координишу своје активности, изузев ако монетарне власти не ремете монетарни систем, обично преко инфлације, што појединце лишава поузданих информација које добијају преко релативних цена. Државна регулација доводи до дисторзије цена, а већа количина истог лека тај проблем не решава, него продубљује. Земље су се после Првог светског рата враћале на „златни стандард”, монетарна политика је била врло рестриктивна, није било многих агенција, веровало се да монетарна политика треба да буде што неутралнија како не би подстицала деформације у раду банака и реалног сектора.
После добијања Нобелове награде Хајек ће се вратити нешто ужој економској анализи, посебно идејама слободног банкарства. Он резервисан према идеји да се монетарна реформа обави повратком на „златни стандард”, као што су предлагали Мизес, Ротбард и други. Он је ту идеју сматрао непрактичном, услед проблема са хабањем злата и несталне понуде злата. Пре је подржавао денационализован новац, приватан новац, чија је вредност заснована на некој репрезентативној корпи валута. Новац би био стабилан, ако би био у стању да купи исту количину репрезентативне робе.

### Критика социјализма и интервенционизма
Хајек је – заједно са Мизесом који је и подстакао дискусију чувеним чланком о „социјалистичком рачуну“ 1920. године, а 1922. године и књигом Социјализам учествовао и у другој великој дебати прошлог века: да ли социјалистичка привреда може бити ефикасна. На супротној страни налазили су се, да поменемо само најпознатије, Ланге, Лернер, Тејлор и Дикинсон – који су заступали „тржишни социјализам“. Хајек је најпре 1935. године приредио зборник радова (написао је уводни закључни есеј) под насловом Collectivist Economic Planning: Critical Studies on the Possibilities of Socialism Као прилози потпунијем разумевању књиге Пут у ропство. У критици колективизма и интервенционизма најјасније су изражени Хајекови ставови о природи економских појава и процеса, њиховом функционисању и последицама, као и о задацима друштвених наука уопште. Хајек није доказивао да је планирање немогуће, већ да је инфериорно у односу на резултате децентрализованог (тржишног) система. И ову Хајекову критику планирања економисти су примили са скепсом. Требало је да прође пет деценија па да Јанош Корнај изјави да је, гледајући уназад, „Хајек био у праву у свакој тачки те дебате“

### Децентрализовано знање и спонтани поредак
Зашто је слободно функционисање система цена толико важно?
Због природе расположивог знања у друштву (Хајек је у радовима из каснијег периода рекао да би боља реч била „информације“ уместо „знање“, будући да она упућује на знање о посебним чињеницама пре него на теоријско знање). Хајеков концепт спонтаног поретка се недавно, од стране појединих научника примењује и на екосистеме
Ово знање је расуто и не може се статистички, нити на било који други начин, сакупити на једно место и пренети на неки ауторитет који би управљао економским поретком у целини. Сваки учесник тржишног система поседује само делић знања, а систем цена обавља суптилно усклађивање овог дисперзираног знања и његовог ширења кроз тржишни систем, односно омогућује његову рационалну употребу.Стога, како је сам Хајек објаснио сублимирајући закључак властитог чланка Economics and Knowledge , задатак економске теорије јесте објашњење настанка свеобухватног поретка економских активности, који је учинио корисном велику количину знања, и то не знања које би било сакупљено у уму било које особе, већ таквог које постоји само у виду одвојених сазнања у хиљадама и милионима различитих јединки. Проблем који треба решавати није како оптимално алоцирати ресурсе, већ како на најбољи начин искористити знање које никоме није дато у целости.

### Социјализам као кобна идеја
Социјализам се не може одржати као рационалан и ефикасан економски систем управо због непостојања ценовног (сигналног и информативног) механизма. И Мизес и Хајек наглашавали су да је механизам алокације ресурса неодвојив од облика власништва (својинских права). Немогућност економске калкулације у социјализму последица је одређеног типа својинских права, који онемогућује конкуренцију и деловање система цена. Услед непостојања приватне својине социјализам неће функционисати на тржишним принципима. Непостојање и нефункционисање тржишног механизма онемогућује утврђивање цена како производа тако и производних фактора, односно цена које одражавају односе понуде и тражње. Речју, недостаје механизам који треба да омогући преношење информација о томе који производ недостаје на тржишту и по којој цени су потрошачи спремни да га прихвате. Држава односно планер, се зато окреће присили и арбитрарном доношењу одлука.

## Заоставштина
Хајекове идеје спонтаног поретка и значају цена заједно са проблемом знања на које наилазе потрошачи у једном друштву порекнуле су дебате о економском развоју и транзицији након пада Берлинског зида. Примера ради, економиста П. Бетке анализира до детаља разлоге за неуспеле економске реформе у Совјетском Sавезу. користи Хајекове идеје како би описао препреке у транзицији из централизоване државе и планске економије у тржино оријентисану привреду. Након смрти Хајеково присуство у интелектуалним круговима је евидентно. Посебно на универзитетима где је држао катедре. А то су: Лондонска школа економије, Универзитет у Чикагу, Универзитет у Фрајбургу. У његову част постхумно основана су бројна друштва, фондови, награде за допринос економској науци:
- Хајеково друштво, формирано од стране студената на Лондонској школи економије, основано у његову част.[22]
- Хајеково друштво на Оксфорду, основано 1983.[23]
- Хајеков фонд за истраживаче[24]
- Хајек је награђен почасним докторатом са Универзитета у Бечу и Салцбургу
- Институт Лудвид фон Мизес сваке године позива професоре да држе предавања о предметима повезаним са Хајековим радом и доприносу Аустријској школи.
- Универзитет Џорџ Мејсон додељује награду у писању економских есеја у част Хајека.

## Одабрана дела
- The Road to Serfdom, 1944.
- Individualism and Economic Order, 1948.
- The Constitution of Liberty, 1960.
- Law, Legislation and Liberty (3 тома)
  - Том I. Rules and Order, 1973.[25]
  - Том II. The Mirage of Social Justice, 1976.[26]
  - Том III. The Political Order of a Free People, 1979.[27]
- The Fatal Conceit: The Errors of Socialism, 1988. Питање ауторства дела је предмет спора међу научницима.[28][29]